# Náutico Capibaribe
Der Clube Náutico Capibaribe, meist einfach nur Náutico, ist ein 1901 gegründeter Sportverein in Recife (Brasilien), dessen Fußballmannschaft 1967 Finalist der Taça Brasil war und nach der Niederlage Vizemeister von Brasilien wurde. Dieser Tage pendelt die Mannschaft national in der Regel zwischen der ersten und der zweiten Liga. Auf Landesebene gehört der Verein mit 21 Staatsmeisterschaften zu den großen drei Vereinen. Neben dem Fußball besitzt der Club eine große Schwimmabteilung, einschließlich einer Schwimmanlage, die olympischen Ansprüchen gerecht wird. Das Maskottchen des Vereins ist ein Opossum.

## Geschichte

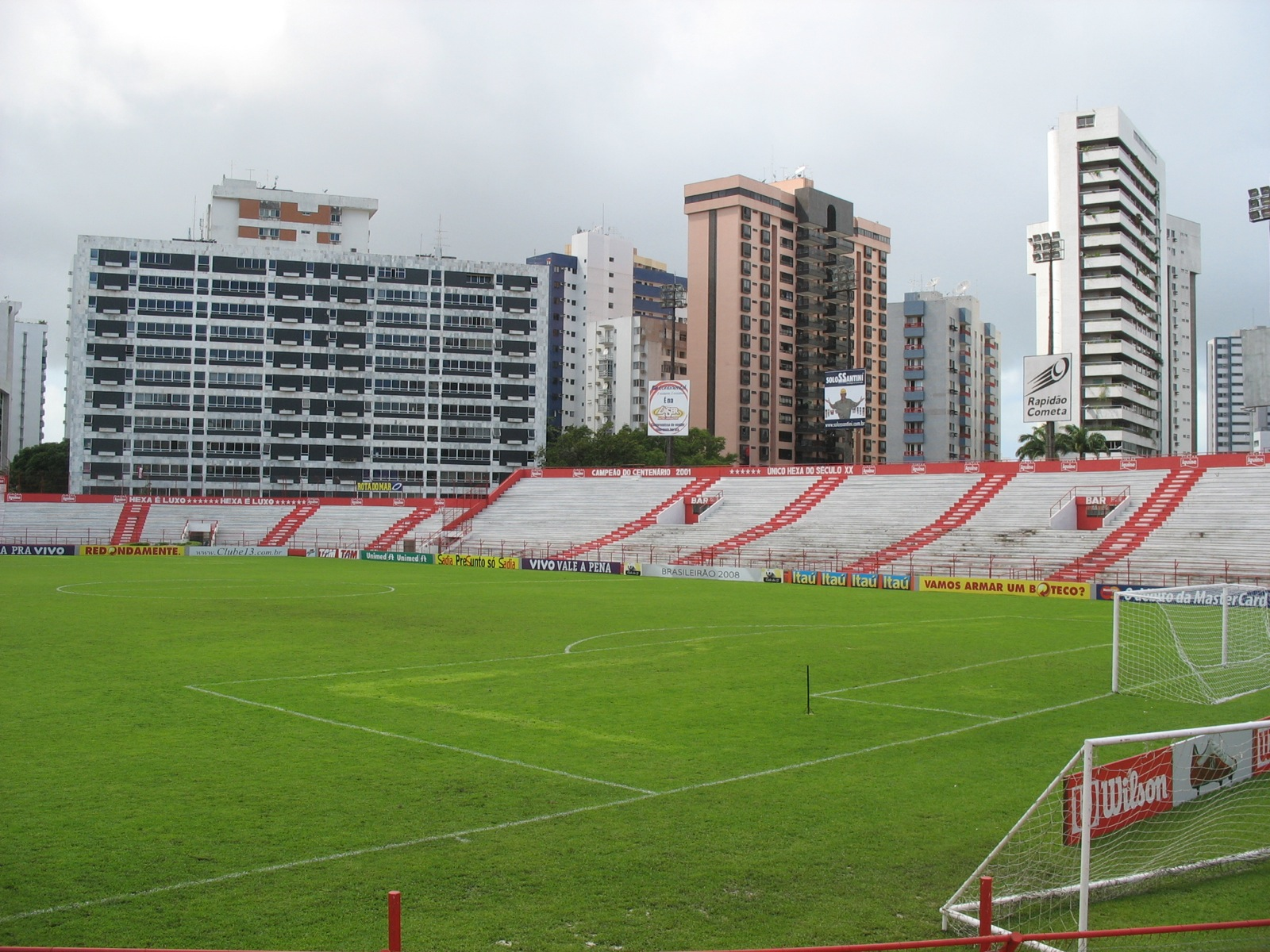
Estádio dos Aflitos

Am 7. April 1901 wurde der Clube Náutico Capibaribe gegründet. Hervorgegangen ist er aus zwei Ruderbootvereinen, welche sich zusammenschlossen.
1905 wurde die Fußballabteilung ins Leben gerufen, in welcher nur englische Spieler erlaubt waren. Für dunkelhäutige war es verboten, dem Klub beizutreten. Zu dieser Zeit wurde der Verein „der Club der Reichen“ genannt.
Von 1963 bis 1968 gewann Náutico sechsmal hintereinander den Campeonato Pernambucano. 1968 nahm man an der Copa Libertadores teil. Mit einem Sieg (gegen Deportivo Galicia aus Venezuela), zwei Unentschieden und drei Niederlagen schied die Mannschaft aber bereits in der Vorrunde aus. Sportlich wäre man allerdings für die nächste Runde qualifiziert gewesen, erlitt jedoch zwei Punkte Abzug infolge eines Wechselfehlers beim 3:2 gegen Deportivo Portugués aus Venezuela, das stattdessen das Viertelfinale erreichte.
2005 war die Mannschaft nah dran, wieder in die erste Liga aufzusteigen. Jedoch wurden im entscheidenden Spiel gegen Grêmio Porto Alegre zwei Elfmeter für Náutico nicht verwandelt und vier Spieler des Teams des Feldes verwiesen. Schließlich entschied Grêmio die Partie für sich.
2006 gelang nach zwölf Jahren der Wiederaufstieg in die erste Liga, die Série A, nach einem 2:0-Sieg gegen Ituano FC. Bis 2009, als Náutico Vorletzter vor dem Rivalen Sport Recife wurde, konnte die Klasse gehalten werden. 2007 wurde der uruguayische Angreifer Acosta der Vize-Torschützenkönig in der Série A mit 19 Treffern. 2011 gelang Náutico als Zweitligazweiter der erneute Wiederaufstieg.
Nach Abschluss der Série B 2022 erreichte der Klub den letzten Tabellenplatz und musste zur Saison 2023 in die Série C absteigen. In dieser erreichte er den 10. Platz und somit auch 2024 in der dritten Liga antreten.

## Stadion
Die Heimspiele trägt der Verein im Estádio Eládio de Barros Carvalho Stadion, meist Estádio dos Aflitos nach dem Stadtviertel, in dem es sich befindet, genannt, aus, welches eine Gesamtkapazität von knapp 20.000 Zuschauern hat. Eröffnet wurde es 1939.

## Erfolge
Männer:
- Staatsmeisterschaft von Pernambuco (24×): 1934, 1939, 1945, 1950, 1951, 1952, 1954, 1960, 1963, 1964, 1965, 1966, 1967, 1968, 1974, 1984, 1985, 1989, 2001, 2002, 2004, 2018, 2021, 2022
- Torneio Norte-Nordeste: 1952
- Copa Norte: 1965, 1966, 1967
- Campeão dos Campeões do Norte-Nordeste: 1966
- Staatspokal von Pernambuco: 2011
- Série C: 2019

Frauen:
- Staatsmeisterschaft von Pernambuco(4×): 2005, 2006 2020, 2021

## Trainer
- Carlos Alberto (1987–1988)
- Paulo César Carpegiani (1987–1989)

## Ehemalige Spieler
- André
- Bita
- Jorge Mendonça
- Marinho Chagas
- Alan Cole